# Owadorostowce

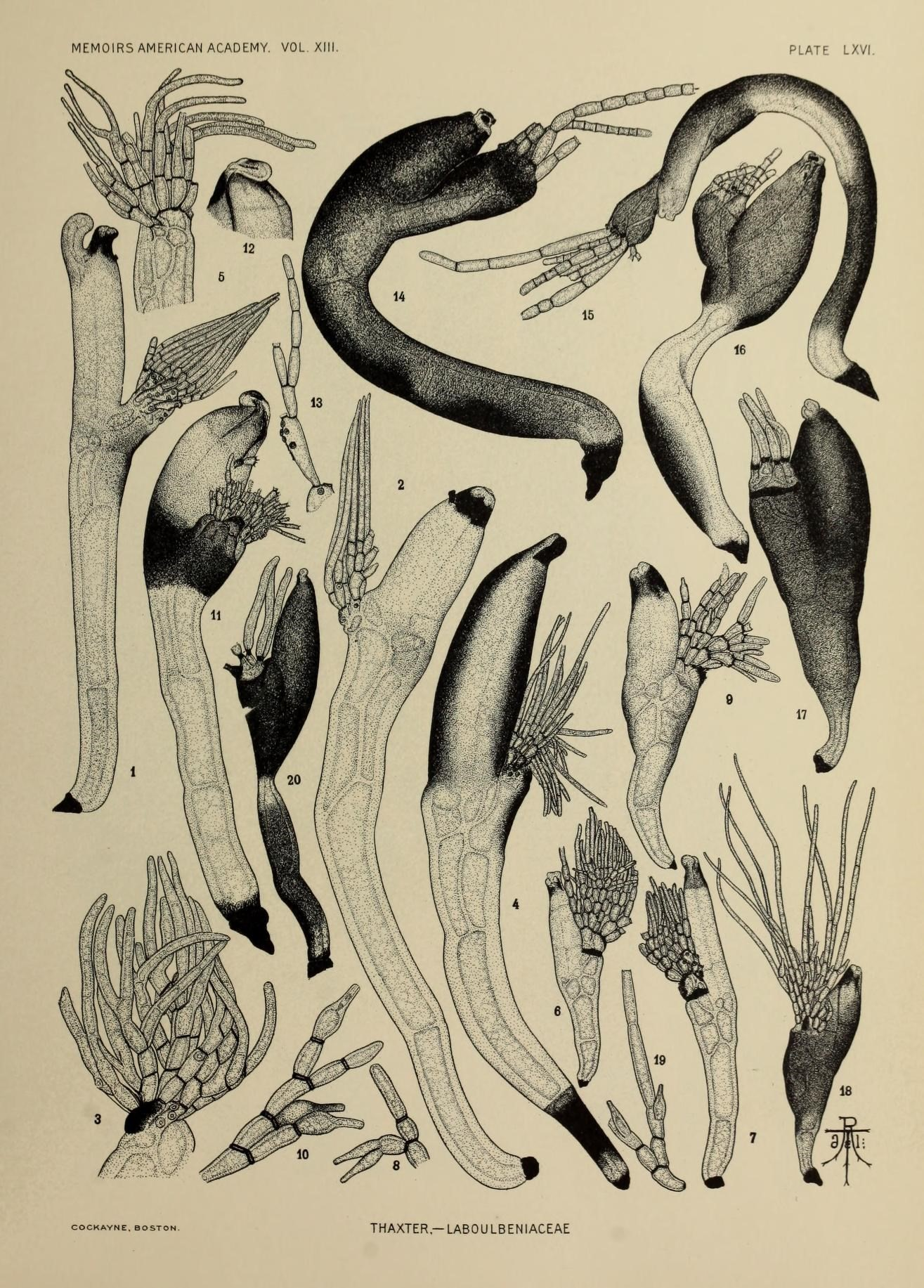
Plechy grzybów z rzędu Laboulbeniales

Owadorostowce (Laboulbeniales Lindau) – rząd grzybów należący do typu workowców (Ascomycota). Opisano ponad 2300 gatunków należących do tego rzędu. Tomasz Majewski w 1994 r. na terenie Polski podaje 194 gatunki.

## Charakterystyka
Głównym autorem naukowego opracowania tego rzędu jest Roland Thaxter, który opisał ponad 1200 gatunków tych grzybów i sporządził około 3000 ich rysunków.
Są to pasożyty obligatoryjne, to znaczy nie mogą przetrwać poza organizmem żywiciela. Są zewnętrznymi pasożytami stawonogów, grzybami entomopatogenicznymi atakującymi głównie owady: karaczany (Blattodea), chrząszcze (Coleoptera), skorki (Dermaptera), muchówki (Diptera), pluskwiaki różnoskrzydłe, (Heteroptera),  błonkoskrzydłe (Hymenoptera), termity (Isoptera), wszoły, (Mallophaga), prostoskrzydłe (Orthoptera), wciornastki, (Thysanoptera). Wśród innych grup stawonogów żywicielami są dwuparce (Diplopoda),  roztocze (Acari).
Ogromna większość gatunków jest monofiletyczna. Wskazuje na to podobna budowa askospor; wszystkie są wrzecionowate, dwukomórkowe, przy czym jedna z komórek jest mniejsza, a cała askospora otoczona jest galaretowatą powłoką, która jest znacznie szersza wokół dłuższego z dwóch segmentów. Dłuższy odcinek tworzy podstawową część plechy grzybów, w tym organellę przyczepu zwaną stopą, z której rozwija się ssawka wnikająca do ciała żywiciela. Czas potrzebny do rozwoju od kiełkującej askospory do w pełni dojrzałej plechy waha się od 10 do 21 dni, a istnieją dowody na to, że askospory są krótkotrwałe, z dala od swoich żywicieli mogą przetrwać tylko przez krótki okres. Ssawka przebija oskórek stawonoga i pobiera składniki pokarmowe z jego hemolimfy. Plecha grzyba rozwija się na zewnątrz ciała żywiciela i w perytecjach wytwarza zarodniki (askospory). Najczęściej przenoszą się one na nowego żywiciela podczas kopulacji owadów; obserwuje się, że u samców i samic plecha wykształca się w innym miejscu, co jest przystosowaniem do rozprzestrzeniania się zarodników.
Owadorostowce wykazują dość duży monofagizm. Z nielicznymi wyjątkami ich żywicielami mogą być tylko gatunki w obrębie jednego rodzaju lub grupy blisko spokrewnionych rodzajów. Oprócz specyficzności żywiciela, niektóre gatunki tych grzybów wykazują także specyficzność dla określonej płci żywiciela lub dla określonych części ciała żywiciela.
Owadorostowce występują w różnych typach siedlisk, w tym w wodach otwartych, mokradłach, torfowiskach i brzegach morza, glebie, błocie, rozkładających się szczątkach roślin i zwierząt, liściach i kwiatach, owocnikach większych grzybów, a nawet na ciałach żywych zwierzą, takich jak ptaki i nietoperze. Poziomy infekcji różnią się znacznie w zależności od żywiciela, środowiska i pory roku. Szczególnie podatne na infekcje owadorostowcami są chrząszcze z rodzin biegaczowatych (Carabidae) i kusakowatych (Staphylinidae). Owadorostowce zazwyczaj nie zabijają swoich żywicieli, ale mogą ich znacznie osłabić. Zdarza się, że są nadpasożytami; występują np. na muchówkach, które są pasożytami wysysającymi krew nietoperzy.

## Systematyka
Według Index Fungorum
Takson  Laboulbeniales wprowadził do systematyki grzybów Gustav Lindau w 1897 r. Według aktualizowanej klasyfikacji Index Fungorum bazującej na Dictionary of the Fungi należą  do niego:
- rodzina Ceratomycetaceae S. Colla 1934
- rodzina Euceratomycetaceae I.I. Tav. 1980
- rodzina Laboulbeniaceae G. Winter 1886
- rodzaje incertae sedis: Opilionomyces Santam., Enghoff, J. Gruber & Reboleira 2017, Rodaucea W. Rossi & Santam. 2012